# یواس‌اس ماپیرو (اس‌اس-۳۷۶)
یواس‌اس ماپیرو (اس‌اس-۳۷۶) (به انگلیسی: USS Mapiro (SS-376)) یک زیردریایی بود که طول آن ۳۱۱ فوت ۹ اینچ (۹۵٫۰۲ متر) بود. این زیردریایی در سال ۱۹۴۴ ساخته شد.